# Clayton (Georgia)
Clayton város az USA Georgia államában, Rabun megyében, melynek megyeszékhelye is. Lakosainak száma 2003 fő (2020. április 1.).

## Népesség
A település népességének változása:
| Lakosok száma | 70   | 2047 | 2003 |
|               | 1870 | 2010 | 2020 |